# Catherine Robbe-Grillet
Catherine Robbe-Grillet (1930, París), cuyo apellido de soltera fue Rstakian, es una escritora francesa que ha publicado con los pseudónimos Jean de Berg y Jeanne de Berg.

## Biografía
Fue al colegio y al instituto en París. Fue actriz de cine y fotógrafa. Publicó escritos de temática BDSM. L'Image, una novela sadomasoquista suya, fue publicada en 1956 por la editorial Minuit. Radley Metzger convirtió la novela en una película en 1974, La imagen, también conocida como El Castigo de Anne.
Es también autora de Ceremonia de mujeres (ed. Grasset) (1985), escribiendo con el pseudónimo de Jeanne de Berg y Entretien avec Jeanne de Berg (ed. Les Impressions Nouvelles) (2002) bajo el nombre de Catherine Robbe-Grillet. En 2004, escribió, con su propio nombre, Jeune mariée: Journal, 1957-1962 (ed. Fayard), un resumen de sus primeros años de matrimonio. Su publicación más reciente es Le Petit Carnet Perdu (marzo de 2007, ed. Fayard), con el nombre de Jeanne de Berg. Su última aparición como actriz fue en 2006, en Une Belle Enfant Blonde, una obra basada en los escritos de Dennis Cooper.
Se casó con Alain Robbe-Grillet en París el 23 de octubre de 1957.

## Algunas publicaciones
- L'image por Jean de Berg. Paris: eds. de Minuit, 1956. Trad.: La imagen. (Col. La sonrisa vertical, 3). Prólogo de Pauline Réage; trad. de F. Gorbea. Tusquets, 1977.

- Cérémonies de Femmes por Jeanne de Berg. Paris: eds. Grasset 1985. Trad.: Ceremonias de mujeres. (Col. La sonrisa vertical, 52). Trad. de Encarna Castejón. Tusquets, 1986.

- Entretien avec Jeanne de Berg por Catherine Robbe-Grillet. Paris: eds. les Impressions Nouvelles 2002

- Jeune mariée: journal, 1957-1962 por Catherine Robbe-Grillet. Paris: Fayard 2004

- Le Petit carnet perdu por Jeanne de Berg. Paris: Fayard 2007

- Correspondances por Catherine Robbe-Grillet : Fayard 2012

- Alain por Catherine Robbe-Grillet : Fayard 2012